# Gustavo Torner
Gustavo Torner (Cuenca, 13 de julio de 1925) es un pintor y escultor español. Artista autodidacta, junto con Gerardo Rueda y Fernando Zóbel forma la llamada "escuela conquense", la cual constituyó una de las primeras iniciativas de introducir en España las nuevas corrientes del arte moderno, en la década de 1960, siendo la fundación del Museo de Arte Abstracto Español de Cuenca -museo del que es cofundador- su principal iniciativa. Es autor de lienzos, grabados, collages, esculturas y fotografías. En 2016 fue distinguido con el Premio Nacional de Arte Gráfico.

## Biografía
De formación autodidacta, Gustavo Torner estudió ingeniería Técnica Forestal, y en 1946 comenzó a ejercer esta profesión en Teruel. Sus buenas condiciones como dibujante le sirvieron para recibir el encargo de unas láminas botánicas que aparecerían en la obra Flora Forestal de España. Estas ilustraciones, de calidad muy notable, influyeron en lo que luego sería su obra posterior. En 1950 viajó a Francia e Italia y en 1951 se trasladó a Cuenca, donde siguió ejerciendo la ingeniería. En este momento mantenía una relación de amistad con Antonio Saura, y comenzó a pintar.
Sus primeras obras tomaron de la naturaleza los temas. El mundo natural es una constante en toda su obra. En 1956 realizó su primera obra abstracta, "Roca". A partir de aquí empezó una etapa artística en la corriente informalista, en la que los conceptos quedan expresados por medio de los materiales que se emplean y especialmente las texturas, sin que existan referencias figurativas. Aunque el óleo fue la única materia empleada en un principio, pronto añadió a estos pigmentos materiales como la arena o fragmentos vegetales.

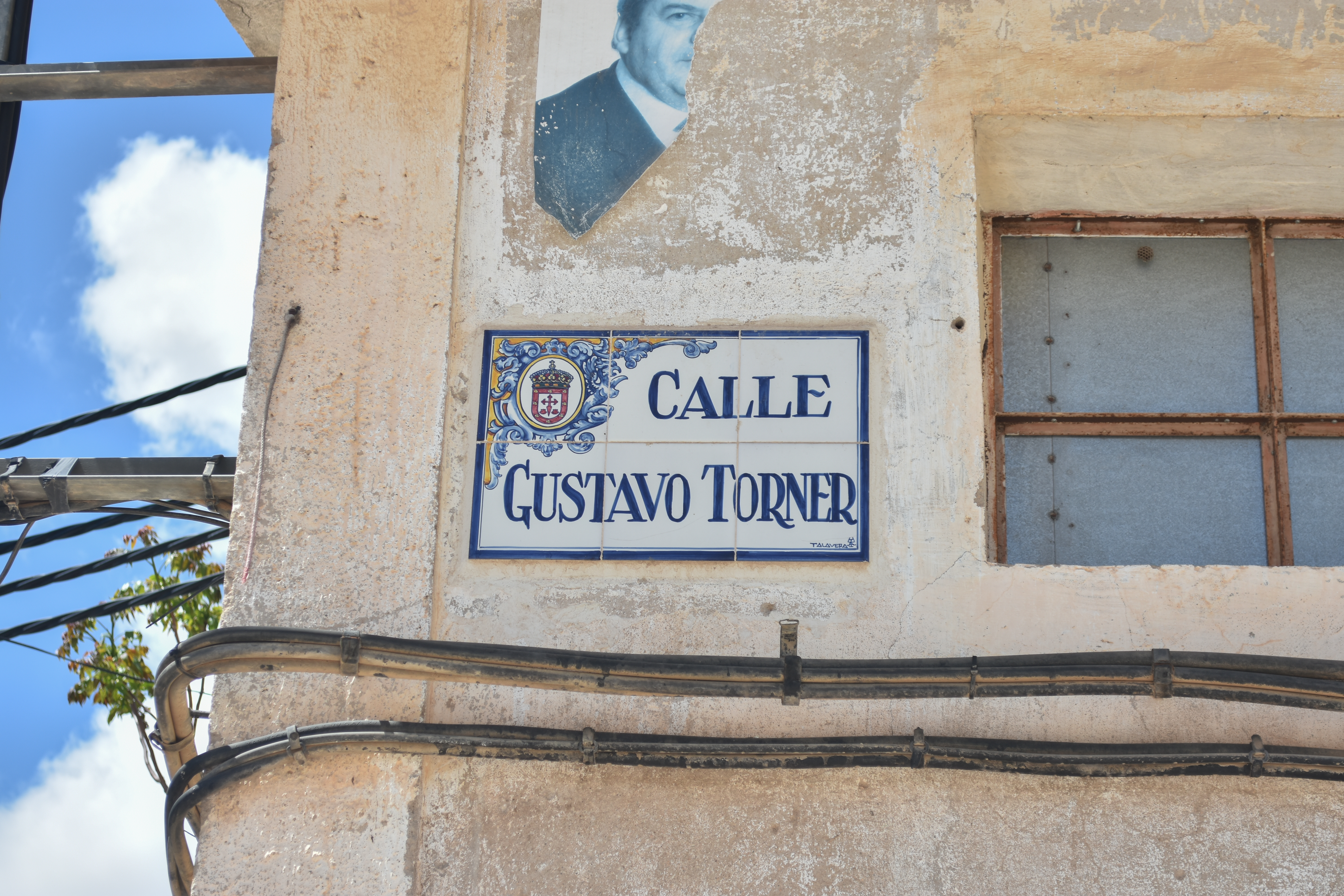
Placa de la calle que tiene dedicada en Villamayor de Santiago.

Participó en la Bienal de Sao Paulo (1961), en la Bienal de Venecia (1962) y en varias otras muestras internacionales.

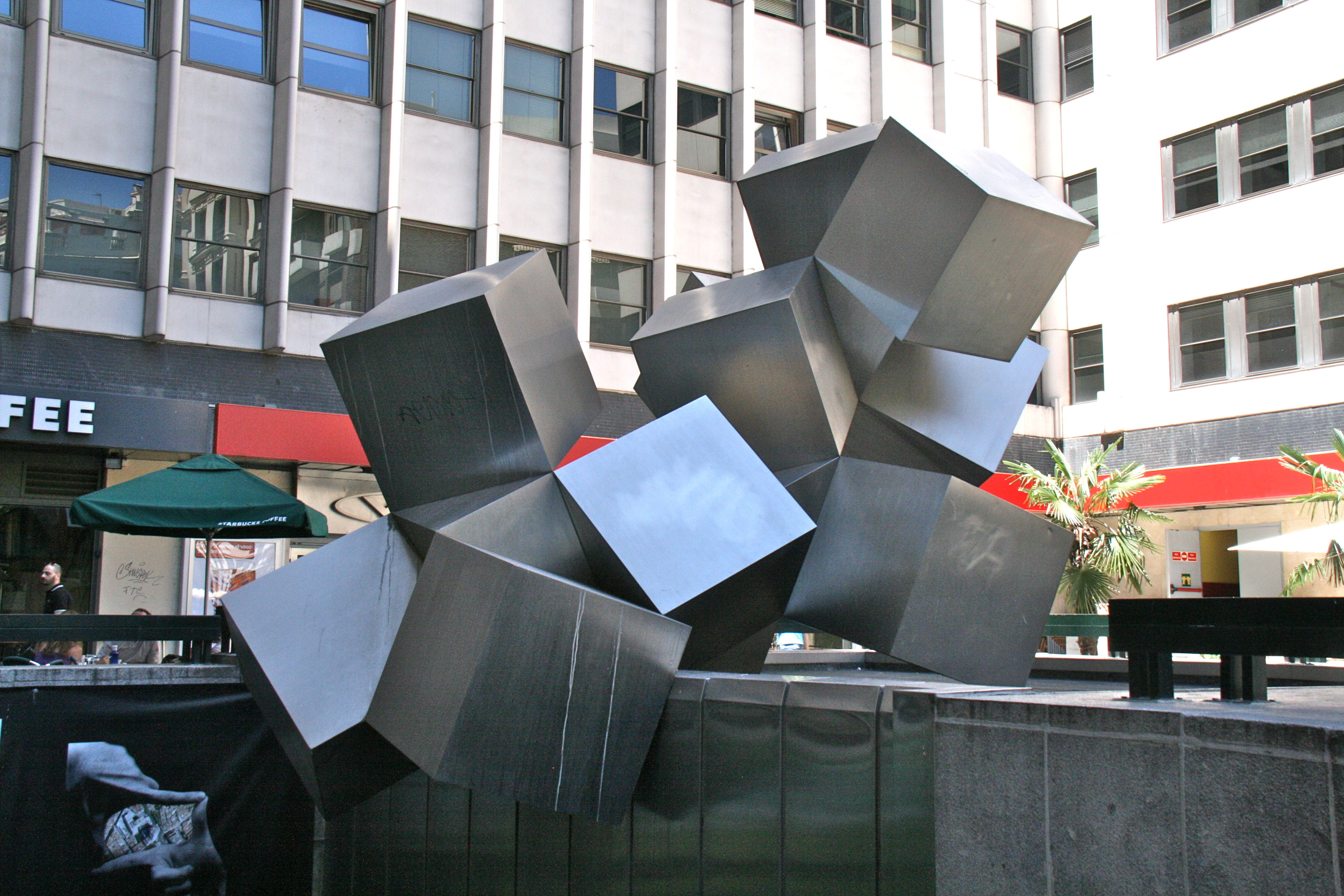
Escultura en la Plaza de los Cubos (Madrid).

Sus planteamientos artísticos alcanzaron mucha mayor complejidad a mediados de los 60, en aras a la consecución de una mayor expresividad, de modo que la madera o el metal sustituyen al convencional lienzo, y aparecen ya todo tipo de objetos y materiales: nailon, piel sintética, cartón, plástico... Realiza instalaciones de gran sentido escenográfico, debiendo mencionarse por su significación la serie "Homenajes", dedicada a artistas del pasado, realizada sobre 1965. Encontramos así obras plagadas de imágenes contradictorias y equívocas, pertenecientes a un universo imaginario de realidades contrapuestas y falsas apariencias. En Madrid realizó una escultura para la que se denominará Plaza de los Cubos.
Al mismo tiempo, comenzó a realizar obras escultóricas, como el Monumento Conmemorativo del I Congreso Mundial Forestal, de 1966, elaborado con acero y troncos de árboles emplazada en la serranía de Cuenca, donde encajaba con toda naturalidad.  La actividad escultórica ocupó gran parte de la actividad de Torner entre 1971 y 1977. Se trata, por lo general, de obras de gran tamaño y formas geométricas simples, realizadas a partir de todo tipo de materiales, y explorando las posibilidades de diversas texturas. Esta simplicidad geométrica no conlleva simplicidad técnica, sino que por el contrario su elaboración y montaje es de gran complejidad, y a menudo implica el uso de electricidad, agua, etc. La obra es estos casos es un elemento que trata de llevar una idea al espectador, pero no por la simple observación pasiva de este, sino a través de una reflexión no exenta de dificultad.
Torner con frecuencia ha acudido a fuentes de inspiración en la literatura. Entre sus escritores preferidos figuran Jorge Luis Borges, San Juan de la Cruz, T.S. Eliot y los filósofos presocráticos.
En 1965 Torner dejó su actividad como ingeniero y se dedicó íntegramente a su carrera artística alternando la pintura y la escultura con otras muchas expresiones artísticas, tales como creación de obra gráfica, escenografía, y figurines de teatro y ópera, tapices, etc. 
En 1966 fundó junto a Fernando Zóbel y Gerardo Rueda el Museo de Arte Abstracto Español en las Casas Colgadas de Cuenca. Los tres encabezan el llamado "Grupo de Cuenca", denominación que agrupa a varios artistas de la época que cultivaban la abstracción  en alguna de sus vertientes como el Sincronismo, el Expresionismo abstracto  o el Informalismo  y entre los cuales se hallaban Antonio Lorenzo, Manuel Millares, Sempere, Canogar, Luis Feito, Chirino o Segundo Gámez, algunos de ellos ya pertenecientes al grupo de vanguardia El Paso, creado unos años antes en Madrid.
A partir de esa época, Torner inició su actividad en el campo de la escultura con obras como Laberinto (1973) o El recuerdo de Parménides (1976).
También ha colaborado en el diseño de espacios tan significativos como algunas salas del Museo del Prado, las vidrieras de la catedral de Cuenca, el Museo Diocesano de Arte Religioso de Cuenca o el Museo de Arte Abstracto Español de Cuenca. En 1973 participó en la I Exposición Internacional de Escultura en la Calle de Santa Cruz de Tenerife.

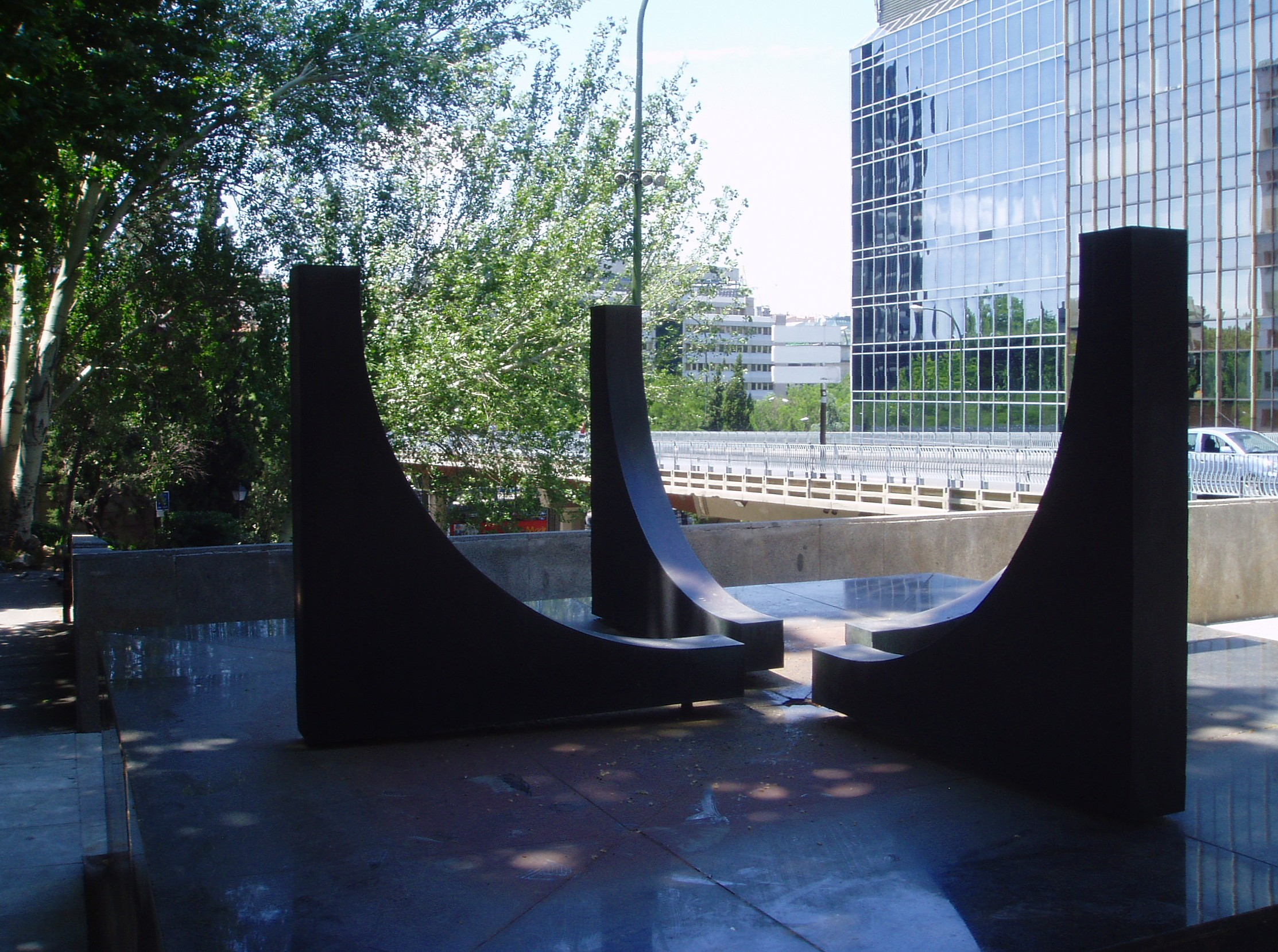
Plaza-Escultura de Gustavo Torner. Museo Arte Público (Madrid).

Fue cartelista de la Semana Santa en Cuenca en el año 1999. En el Museo del Prado se encargó de la rehabilitación de la segunda planta del ala norte del edificio Villanueva (siglo XVIII europeo, antes ocupada por el taller de restauración) y de la segunda planta del ala sur, antes ocupada por oficinas y en la que tras el desalojo se habilitaron once nuevas salas; diez que acogen obras de Goya (entre ellas los cartones para tapices) y de contemporáneos suyos, como Paret y Maella, y la sala de exposiciones temporales de dibujos, además de remodelar varias salas más de las plantas baja y primera. En el Museo de la Real Academia de Bellas Artes de San Fernando, también en Madrid, diseñó igualmente la rehabilitación de las nuevas salas de la planta superior.
En 2004 donó más de quinientas obras al Museo Reina Sofía de Madrid, y en diciembre de 2005 la iglesia de San Pablo, en Cuenca, frente a las Casas Colgadas, se convirtió en el Espacio Torner, con cuarenta esculturas y pinturas suyas.
Ha sido asesor de la Fundación Juan March, desde 1993 miembro de la Real Academia de Bellas Artes de San Fernando, y desde 2002 doctor ''honoris causa'' por la Universidad de Castilla-La Mancha.
En 2015 se celebró el 90 cumpleaños de Torner con dos exposiciones y el estreno de una obra musical de Joan Magrané en la Catedral de Cuenca. Una de las exposiciones se celebró en la galería Fernández-Braso de Madrid con una veintena de obras, grandes cuadros, esculturas y "collages" que recorrían su actividad creadora entre 1983 y 2012. Sus últimas exposiciones en Madrid habían sido en 1989 en la galería Soledad Lorenzo y la retrospectiva que le dedicó el Museo Nacional Centro de Arte Reina Sofía en 1991 donde se conserva una donación de casi 600 obras del artista al pueblo español, desde 2004.

## Premios y distinciones
Es miembro de la Real Academia de Bellas Artes de San Fernando, y está en posesión de la Gran Cruz de Isabel La Católica, la encomienda y la gran cruz de la Orden Civil de Alfonso X el Sabio, la Medalla de Oro al Mérito en las Bellas Artes y muchas otras distinciones.
En 2016 la Calcografía Nacional de la Real Academia de Bellas Artes de San Fernando le concedió el Premio Nacional de Arte Gráfico por "una importancia excepcional" al dibujo y a la expresión gráfica desde el inicio de su obra.  El jurado también valoró "su definitiva aportación a la consideración de la naturaleza y su representación abstracta como síntesis de la búsqueda del conocimiento a través del arte".

## Colecciones públicas españolas con obra de Gustavo Torner
- Museo de Arte Abstracto Español de Cuenca
- Colección de la I Exposición Internacional de Escultura en la Calle, Santa Cruz de Tenerife
- Museo de Arte Contemporáneo de Madrid
- Centro Cultural del Conde Duque, Madrid
- Museo Nacional Centro de Arte Reina Sofía, Madrid
- Museu d'Art Espanyol Contemporani (Fundación Juan March), Palma de Mallorca
- Museo Patio Herreriano de Arte Contemporáneo Español de Valladolid
- Espacio Torner (antigua iglesia de San Pablo, Cuenca). Colección permanente de pinturas y esculturas de Gustavo Torner. Inaugurada en diciembre de 2005.
- Fundación Antonio Pérez, Cuenca
- Museo de la Real Academia de Bellas Artes de San Fernando. Madrid.

## Espacio Torner
En diciembre de 2005 se inauguró en Cuenca el Espacio Torner, centro de arte concebido y diseñado por Gustavo Torner, en el que se exponen permanentemente 40 de sus obras, dentro de la antigua Iglesia de San Pablo, edificio gótico del siglo XVI. La conjunción de contenido y continente ha merecido una mención especial en los premios de patrimonio 'Europa Nostra'. Tras más de cuatro años cerrado por falta de financiación, el espacio Torner reabrió sus puertas en marzo de 2016. El espacio cuenta con cuarenta obras de Gustavo Torner; la mitad de ellas cedidas por el Museo Nacional Centro de Arte Reina Sofía de Madrid.